# Rhodoneura vermiculata
Rhodoneura vermiculata is een vlinder uit de familie van de venstervlekjes (Thyrididae). De wetenschappelijke naam van de soort is voor het eerst geldig gepubliceerd in 1907 door William Warren.